# Doratura concors
Doratura concors är en insektsart som beskrevs av Géza Horváth 1903. Doratura concors ingår i släktet Doratura och familjen dvärgstritar. Inga underarter finns listade i Catalogue of Life.